# Fritzens

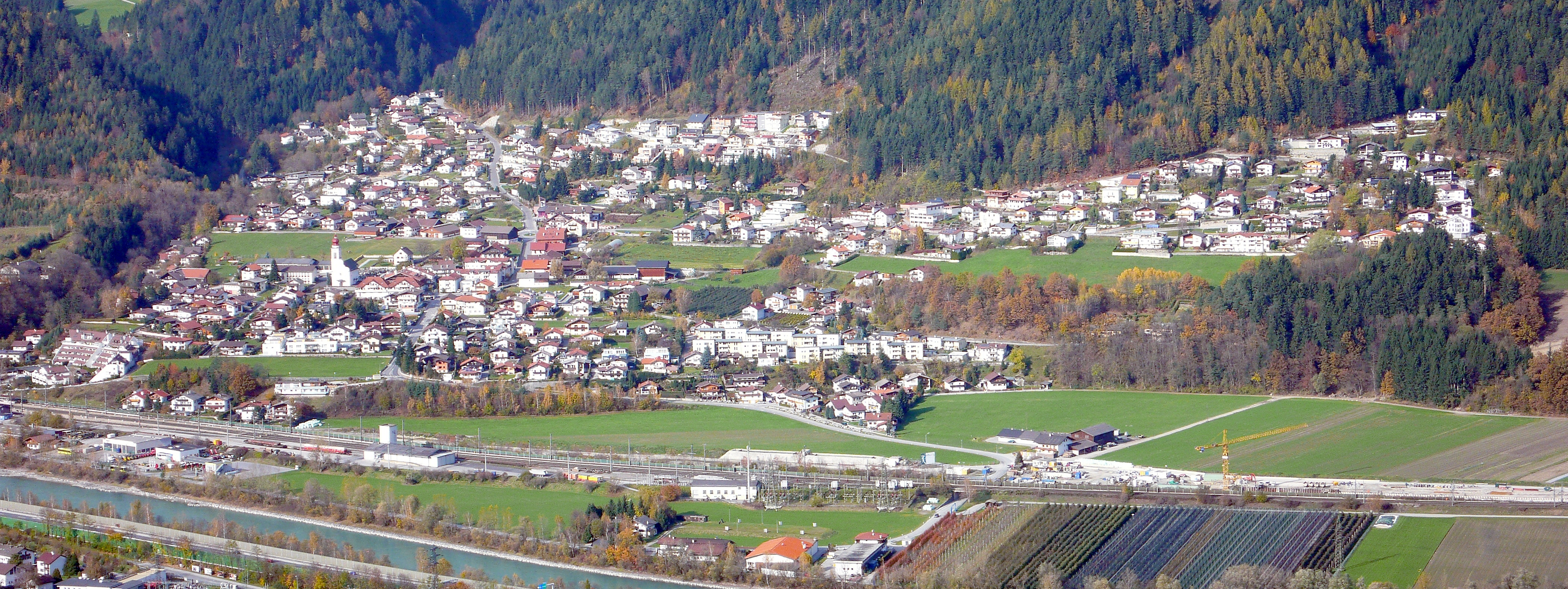
Fritzens am Fuß der Nordkette

Fritzens ist eine Gemeinde mit 2189 Einwohnern (Stand 1. Jänner 2024) im Bezirk Innsbruck-Land, Tirol (Österreich). Die Gemeinde liegt im Gerichtsbezirk Hall in Tirol.

## Geografie
Fritzens liegt im Unterinntal am Fuße des Gnadenwalder Plateaus auf den Schotterbänken des späteiszeitlichen Stausees etwa 16 Kilometer östlich von Innsbruck. Der Inn bildet in einer Meereshöhe von 550 Meter die Südgrenze der Gemeinde. Nach Norden steigt das Gemeindegebiet teilweise bewaldet auf 850 Meter an. Neben dem Inn ist der Fritzener Bach das größte Gewässer.
Die Gemeinde hat eine Fläche von 6,14 Quadratkilometer. Davon ist beinahe die Hälfte bewaldet, 31 Prozent sind landwirtschaftliche Nutzfläche und sechs Prozent sind Gärten.

### Nachbargemeinden
| Absam       | Gnadenwald                                  |              |
| Baumkirchen | Kompassrose, die auf Nachbargemeinden zeigt | Terfens (SZ) |
| Volders     | Wattens                                     | Kolsass      |

## Geschichte
Die Geschichte des Ortes geht bis in die Bronzezeit zurück. Am Abhang zum Bärenbach fanden sich im Bereich des Hauses Köll entsprechende Funde. Die frühe Hallstattzeit (ca. 8./7. Jahrhundert v. Chr.) ist in der Höhensiedlung am Katzeler, einer Moränenkuppe am Zusammenfluss des Bären- mit dem Griesbach, nachweisbar. Etwas später, in das 7./6. Jahrhundert v. Chr., datieren die ältesten Spuren am Pirchboden. Der Pirchboden ist eine teilweise befestigte hallstattzeitlich-latènezeitliche Höhensiedlung auf einem Ausläufer des Gnadenwaldes hoch über Fritzens die im 5. Jahrhundert v. Chr. von den Trägern der Fritzens-Sanzeno-Kultur umgestaltet wurde. In den letzten Jahrzehnten des 20. Jahrhunderts wurden durch Studenten der Universität Innsbruck unter Leitung von Gerhard Tomedi oberhalb des Dorfes auf dem Pirchboden Grabungen vorgenommen. Dabei wurden mehrere sehr große rätische Häuser, die Zisterne und der Aufweg untersucht.
Im 5. Jahrhundert v. Chr. wurde auch die Talsiedlung, die sich im Bereich der Höhenstrasse erstreckte, umgebaut. Aus den Fundaufsammlungen des Wattner Sprengelarztes Karl Stainer und gleichaltrigen Funden aus Sanzeno im Nonsberg resultiert der Fachbegriff Fritzens-Sanzeno-Kultur. Beide Siedlungen gingen gegen Ende des 2. Jahrhunderts v. Chr. bei einer Brandkatastrophe unter und wurden nicht wiedererrichtet. Mangels Befunden und Funden ist die Situation in der Römischen Kaiserzeit unklar. Einzig ein Münzfund und eine Fibel des 4. Jahrhunderts sichern die Anwesenheit von Menschen.
Fritzens wird aber kontinuierlich besiedelt gewesen sein, sonst hätte sich der antike Ortsname nicht erhalten. Er tauchte in den Jahren 1163/70 mit der Nennung eines „Engilbertus de Frucines“ erstmals urkundlich auf. Er könnte auf den vorrömischen/venetischen Personennamen Fruticius zurückgehen. Möglich ist aber auch, dass keltisch *frutienna (Siedlung beim Sturzbach) zugrunde liegt. Im Jahre 1248 erhob Graf Albert von Tirol Zehent in „Frucens“ und 1288 gab der Meierhof dem Landesfürsten Grundzins. Aus dem Meierhof hat sich das spätere Dorf entwickelt.
Am Ende des 19. Jahrhunderts trat mit dem Bau der Eisenbahn, der Ansiedlung der Firma D. Swarovski, der Modernisierung der Papierfabrik in Wattens sowie der Gründung des Tonwerkes 1899 durch den Zuzug von Arbeitskräften eine entscheidende Veränderung des Dorfes ein.
Nach dem Zweiten Weltkrieg erwarb die Firma D. Swarovski große Grundstücke, auf denen Einfamilienhäuser für die Bediensteten errichtet wurden.

### Bevölkerungsentwicklung
EinwohnerJahr0300600900120015001800210024001860189019201950198020102040EinwohnerEinwohnerentwicklung von Fritzens

## Kultur und Sehenswürdigkeiten
- Ansitz Thierburg

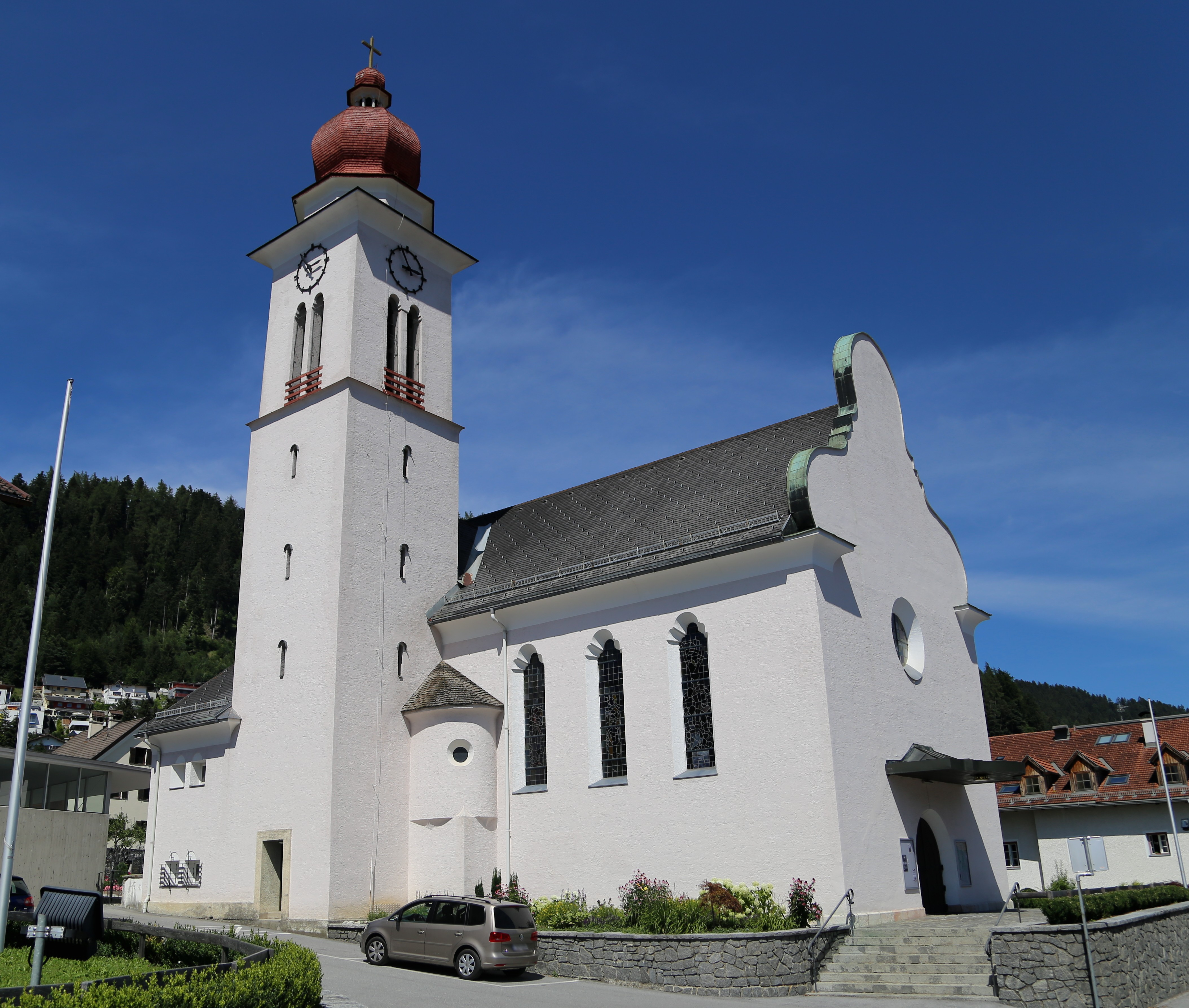
Pfarrkirche Fritzens

- Katholische Pfarrkirche Fritzens hl. Johannes der Täufer

## Wirtschaft und Infrastruktur

### Wirtschaftssektoren
Von den 20 landwirtschaftlichen Betrieben des Jahres 2010 waren 13 Haupterwerbsbauern, die 82 Prozent der Flächen bewirtschafteten. Im Produktionssektor arbeiteten 14 Erwerbstätige im Bereich Herstellung von Waren. Die größten Arbeitgeber des Dienstleistungssektors waren die Bereiche Handel (84), soziale und öffentliche Dienste (62), freiberufliche Dienstleistungen (55) und Verkehr (38 Mitarbeiter).
| Wirtschaftssektor            | Anzahl Betriebe | Anzahl Betriebe | Erwerbstätige | Erwerbstätige |
| Wirtschaftssektor            | 2011            | 2001            | 2011          | 2001          |
| ---------------------------- | --------------- | --------------- | ------------- | ------------- |
| Land- und Forstwirtschaft 1) | 20              | 24              | 37            | 32            |
| Produktion                   | 12              | 14              | 33            | 145           |
| Dienstleistung               | 82              | 51              | 284           | 208           |

1) Betriebe mit Fläche in den Jahren 2010 und 1999
| Fritzens ist stark mit der Nachbargemeinde Wattens und dessen größtem Arbeitgeber, Swarovski, verbunden. Ein Großteil der Bewohner pendelt zu ihren Arbeitsstätten aus. Verkehrsmäßig ist Fritzens über die Inntalautobahn mit der Ausfahrt Wattens und über die Westbahn mit dem Bahnhof Fritzens-Wattens erreichbar. | Hier fehlt eine Grafik, die leider im Moment aus technischen Gründen nicht angezeigt werden kann. Wir arbeiten daran! |

## Politik
Die letzten Bürgermeisterwahlen fanden gleichzeitig mit den Gemeinderatswahlen 2022 statt. Markus Freimüller wurde dabei zum Bürgermeister gewählt.
| Partei                                              | 2022    | 2022    | 2022                 | 2016    | 2016    | 2016                 |
| Partei                                              | Prozent | Stimmen | Sitze im Gemeinderat | Prozent | Stimmen | Sitze im Gemeinderat |
| --------------------------------------------------- | ------- | ------- | -------------------- | ------- | ------- | -------------------- |
| Fritzner Gemeindeliste (GEM)                        | 50,52   | 626     | 8                    | 51,10 % | 650     | 8                    |
| Fritzner Arbeiter und Angestelltenliste (FAAL)      | 20,26   | 251     | 3                    | 21,62 % | 249     | 3                    |
| SPÖ & Parteifreie (SPÖ)                             | 16,55   | 205     | 2                    | 13,60 % | 173     | 2                    |
| Ernst Zalesky mit Team „Für Fritzens“ (FRITZENS) 1) | 12,67   | 157     | 2                    | 18,07 % | 219     | 2                    |

1) Die Partei trat 2016 unter dem Namen „Für Fritzens Ernst Zalesky mit Team“ an.

### Wappen
Das 1970 verliehene Gemeindewappen verweist mit dem Tongefäß auf die bedeutenden Keramikfunde, die für die Fritzens-Sanzeno-Kultur namensgebend waren. Der Bär steht für den Bärenbach, der den Ort durchfließt und ihm den Namen gegeben hat, keltischen Ursprungs ist und „Wildbach“ bedeutet.